# ふみ子の海
『ふみ子の海』（ふみこのうみ）は、1989年（平成元年）に発刊された市川信夫著作の同名小説。1991年（平成3年）第33回児童福祉文化賞グランプリを受賞。また、同書をもとにした2007年（平成19年）10月13日公開の日本映画。

## 書籍
- 1989年9月『ふみこの海』理論社、ISBN 4-652-01845-2（上） / ISBN 4-652-01846-0（下）
- 2006年8月『ふみこの海』理論社、ISBN 4-652-00532-6

## 概要
自らも盲目ながら新潟県立高田盲学校で学び、やがてそこで教鞭をとり、生涯を視覚障害者教育に捧げた粟津キヨの生涯を取り上げた市川信夫の同名小説を原作に、その少女時代を映画化した作品。舞台となるのは昭和初期の新潟。映画はなれ瞽女おりんの時代考証を市川が務めた関係で、当時のロケ中に助監督だった永井正夫に小説の構想を話したところ、出版された暁には自分が映画化するという約束から実現した。。
キャッチコピーは「ほんとうに大切なものは目に見えない」。
上映推進委員会代表呼びかけ人には泉田裕彦新潟県知事、篠田昭新潟市長、森民夫長岡市長、木浦正幸上越市長、会田洋柏崎市長の5人が名を連ねており、新潟県の行政トップが主導して県民と共に上映を推し進めていった映画としても極めて珍しい形式のものである。それだけでなく、厚生労働省推薦、文部科学省選定のお墨付きももらっている。
なお、映画の収益の一部は地震の被災地となった新潟県の復興の為に、新潟県災害対策本部に寄付されている。

## あらすじ
戦争の音が徐々に近づきはじめていた昭和初期、新潟県の山村。貧しさから幼くして盲目となったふみ子は、夫に先立たれ、女手ひとつでふみ子を育てる母・チヨと暮らしていた。医師にも回復の見込みがないことを告げられて絶望したチヨは、荒々しく波が砕ける日本海にふみ子を連れて向かう。見えなくとも、波が光る様子を感じたふみ子は「海って、きれいだね」とつぶやき、その言葉と笑顔にチヨは入水自殺を思いとどまる。
ある日、ふみ子の家に、盲学校の若い教師・高野りんが訪れる。りんから点字の存在を知り、ふみ子は盲学校への進学を希望する。幼いながら聡明なふみ子を、チヨは盲学校に通わせようとするが、金銭的な余裕のなさから周囲に反対される。それでも盲学校へ通わせたいと奮起するチヨだったが、病に倒れ、盲学校へ行くのを断念したふみ子。母を離れ、按摩屋の師匠、笹山タカの下に弟子入りする。自身も全盲であるがゆえに、盲目で生きることの厳しさを知るタカは、ふみ子に厳しい修行を課す。しかし、タカの容赦ない言葉に負けず、弟子仲間や心あたたかい人々に支えられながら、ふみ子は日に日に腕を上げ、一人前の按摩へと成長していく。
そんな中、ふみ子は高野りんと再会する。一度は諦めた盲学校への進学だったが、タカには内緒でりん先生の家へと通い、点字を習うようになる。いつしかヘレン・ケラーの自伝をも読めるまでに上達したが、運命はふみ子に思いがけない試練を与えるのだった……。

## キャスト
- 淡路ふみ子：鈴木理子、佐々木麻緒（4歳期）
- 淡路チヨ：藤谷美紀
- 〆香：遠野凪子
- 上田：遠藤憲一
- 高野りん：高松あい
- サダ：尾崎千瑛
- 高野：あおい輝彦（友情出演）
- 善吉：中村敦夫（友情出演）
- 古川：平田満
- シゲ：水野久美
- 慈光：高橋長英
- 笹山タカ：高橋恵子
- 麩屋：山田吾一
- ハマ：阿部敦子
- ヌイ：五十嵐雅子
- ノブ：高村尚枝
- ヨシ：前田海帆
- シズ：西宮かな
- キク：小浦彩里
- ユキ：南川ある
- 巡査：大島宇三郎
- 駅員：石川禅
- 駄菓子屋：高井清史
- 兵隊：薗田正美、安藤彰則
- 豆千代：尾道凛
- 秀奴：田村まどか
- 地方：満利江
- 酩酊男の連れ：緒方美穂
- 酩酊男：宮路オサム（友情出演）

## 製作
映画は2006年（平成18年）3月にクランクイン。まだ雪深い新潟県上越市、柏崎市、長岡市を中心にロケが行われ、同年暮れに完成した。2007年（平成19年）全国公開に先駆けて新潟県で先行公開。その後地元マスコミを中心にした上映推進委員会が構成され、やがて全国各地での公開も行われた。
同年7月、ロケ地の一つでもあった柏崎市を中心に新潟県中越沖地震が発生し、甚大な被害をもたらす。上映の動向にも影響しかねない事態に陥った。しかし県内各地から「こういう時だからこそ、この映画の上映は励ましになる」との声が起き、同年秋から2008年（平成20年）春にかけて新潟県内各地で上映が継続された。

## スタッフ
- 原作：市川信夫
- エグゼクティブプロデューサー：本間信行（C.A.L）
- 企画：本多良行（URBAN）
- プロデューサー：永井正夫、須藤安芸子、井上徳昭
- 監督：近藤明男
- 脚本：篠原高志
- 音楽：沢田完
- 撮影&VFX：会田正裕
- 照明：大久保武志
- 録音：遠藤和生
- 美術：竹内公一、増本知尋
- 装飾：神田明良
- 衣装：萬木利昭
- 編集：白水孝幸
- 記録：今井文子
- 助監督：是澤邦男
- VFX：有働武史
- CGIディレクター：島崎章
- CGI：味園義仁、林慶祐
- 整音：白井俊彦、大石佳奈
- 音響効果：吉永龍哉、大矢美里

## その他

### 推奨
- 新潟県

### 後援
- 上越市
- 柏崎市
- 東京女子大学同窓会

### 推選
- 青少年映画審議会

### 推薦
- 新潟県教育委員会
- 社団法人青少年育成国民会議
- 全国盲学校長会
- 社会福祉法人東京ヘレン・ケラー協会
- 社会福祉法人日本点字図書館
- 社会福祉法人日本ヘレン・ケラー財団
- 社会福祉法人日本盲人会連合
- 社会福祉法人日本ライトハウス（視覚障害者総合福祉施設）
- 財団法人日本YMCA同盟
- 日本映画ペンクラブ

### 支援
- 文化庁

### 新潟県上映推進委員会
- 新潟日報社
- 新潟放送
- 新潟映研
- C.A.L
- シネマディスト